# اندرو اور اویینگ
اندرو اور اویینگ (انگلیسی: Andrew Orr-Ewing؛ زادهٔ ۱۹۶۵ (۵۹–۶۰ سال)) دانشمند در زمینه طیف‌بینی است.
وی همچنین برندهٔ جوایزی همچون همکار انجمن سلطنتی شده‌است.